# Lago di Rimasco
Il lago di Rimasco è un lago artificiale che si trova in Valsesia (Piemonte), nel territorio del comune di Rimasco.

## Storia
Il bacino è nato nel 1925, presso la confluenza dell'Egua nel Sermenza, quando fu eretta una diga. Le sue acque sono utilizzate per l'alimentazione di una centrale idroelettrica a Fervento.

## La pesca sportiva
Il lago dalla sua creazione, nel 1925, ha attratto numerosi pescatori; oggi e vi sono delle strutture adeguate per la pesca sportiva ed è una meta ambita. Nelle acque sono presenti in quantità trote, sia fario che iridee ed anche i salmerini.

## Kayak e canoa
Il tratto del torrente Egua a monte del lago è noto e apprezzato come percorso per kayak.